# Tom Papa
Thomas Papa (Passaic, 10 novembre 1968) è un attore, comico, doppiatore e conduttore televisivo statunitense.

## Carriera
Tom Papa è noto soprattutto per aver collaborato con emittenti radiofoniche e televisive, tra cui Comedy Central, con la quale ha registrato tre puntate speciali condotte da lui stesso, una delle quali girata dal vivo a New York nel 2012. È stato ospite in vari programmi televisivi come The Tonight Show with Jay Leno, Late Night with Conan O'Brien e David Letterman Show.
Ha avuto anche dei notevoli ruoli nella carriera cinematografica, entrando nel cast del film di Steven Soderbergh The Informant! e ottenendo il ruolo di doppiatore nei film d'animazione Bee Movie e The Haunted World of El Superbeasto.
Nel corso della sua carriera è stato anche presentatore di vari programmi televisivi. 

## Filmografia

### Attore
- Un boss sotto stress (Analyze That), regia di Harold Ramis (2002)
- The Informant!, regia di Steven Soderbergh (2009)
- Dietro i candelabri (Behind the Candelabra), regia di Steven Soderbergh (2013)
- Top Five, regia di Chris Rock (2014)
- 3 from Hell, regia di Rob Zombie (2019)
- Paper Spiders, regia di Inon Shampanier (2020)
- Air - La storia del grande salto (Air), regia di Ben Affleck (2023)

### Doppiatore
- Bee Movie, regia di Simon J. Smith e Steve Hicker (2007)
- The Haunted World of El Superbeasto, regia di Rob Zombie (2009)

## Doppiatori italiani
Nelle versioni in italiano delle opere in cui ha recitato, Tom Papa è stato doppiato da:
- Luca Biagini in The Informant!
- Angelo Nicotra in Dietro i candelabri
- Carlo Scipioni in Red Oaks
- Antonio Sanna ne The Knick

Da doppiatore è stato sostituito da:
- Paolo Marchese in Bee Movie